# Delicious
Delicious (в перекладі з англ. — «чарівний», «чудовий»), раніше del.icio.us — вебсайт, безплатно дає зареєстрованим користувачам послугу зберігання і публікації закладок на сторінки Всесвітньої мережі.  Всі відвідувачі Delicious можуть переглядати наявні закладки, впорядковуючи їх по популярності та присвоюваних мітках (тегах).

## Опис
Зареєстрований користувач може додати закладку на будь-яку вебсторінку, вказавши інтернет-адресу, назву закладки, її короткий опис і мітки. Для організації закладок на сайті використовується неієрархічна система міток.  Користувачі можуть привласнювати закладкам довільні мітки. Одній закладці можна привласнити кілька міток. Вибираючи певну мітку або групу міток, можна переглянути список закладинок з цими мітками. Для кожної закладинки можна переглянути список своїх міток, родинних міток, а також список міток, привласнених їй іншими користувачами. Крім своїх закладинок із заданою міткою можна переглядати список популярних закладинок (що більший шрифт — тим мітка популярніша) або ж нещодавно доданих іншими користувачами.  Таким чином можна відстежувати останні тренди Всемережжя.
Задля зручності мітки можна групувати у зв'язки (bundles).